# سرگی اسوتلوف
سرگی اسوتلوف (روسی: Сергей Александрович Светлов؛ زادهٔ ۱۷ ژانویهٔ ۱۹۶۱) بازیکن هاکی روی یخ اهل اتحاد جماهیر شوروی سوسیالیستی بود.